# Горушка (Ядровская волость)
Горушка — деревня в Ядровской волости Псковского района Псковской области.
Расположена в 20 км к югу от Пскова и в 6 км к востоку от деревни Соловьи.
| 2001 | 2002 | 2010 | 2016 |
| ---- | ---- | ---- | ---- |
| 161  | ↘153 | ↘148 | ↗168 |